# Horaga purpurescens
Horaga purpurescens är en fjärilsart som beskrevs av Corbet 1941. Horaga purpurescens ingår i släktet Horaga och familjen juvelvingar. Inga underarter finns listade i Catalogue of Life.